# Лопатоносі скати
Лопатоносі скати (Rhinopristiformes) — ряд скатів. Дані морфологічного та молекулярного аналізів показали, що ця група скатів є монофілетичною.
Включає 5 родин:
- Glaucostegidae (1 рід, 10 видів),
- Pristidae (риби-пилки, 2 роди, 5 видів),
- Rhinidae (акулохвості скати, 3 роди, 11 видів),
- Rhinobatidae (гітарні скати, 3 роди, 37 видів),
- Trygonorrhinidae (3 роди, 8 видів).

Як таксономічна одиниця — це відносно новий ряд. Раніше риби, що входять до його складу, зараховувались до різних інших підрозділів. Переглянута класифікація заснована на даних молекулярного аналізу й підкріплена морфологічними даними. З п'яти родин лише Rhinobatidae не є монофілетичною, вона складається з двох клад: одна об'єднує роди Rhinobatos і Acroteriobatus зі Старого світу, інша включає американський рід Pseudobatos.

## Галерея

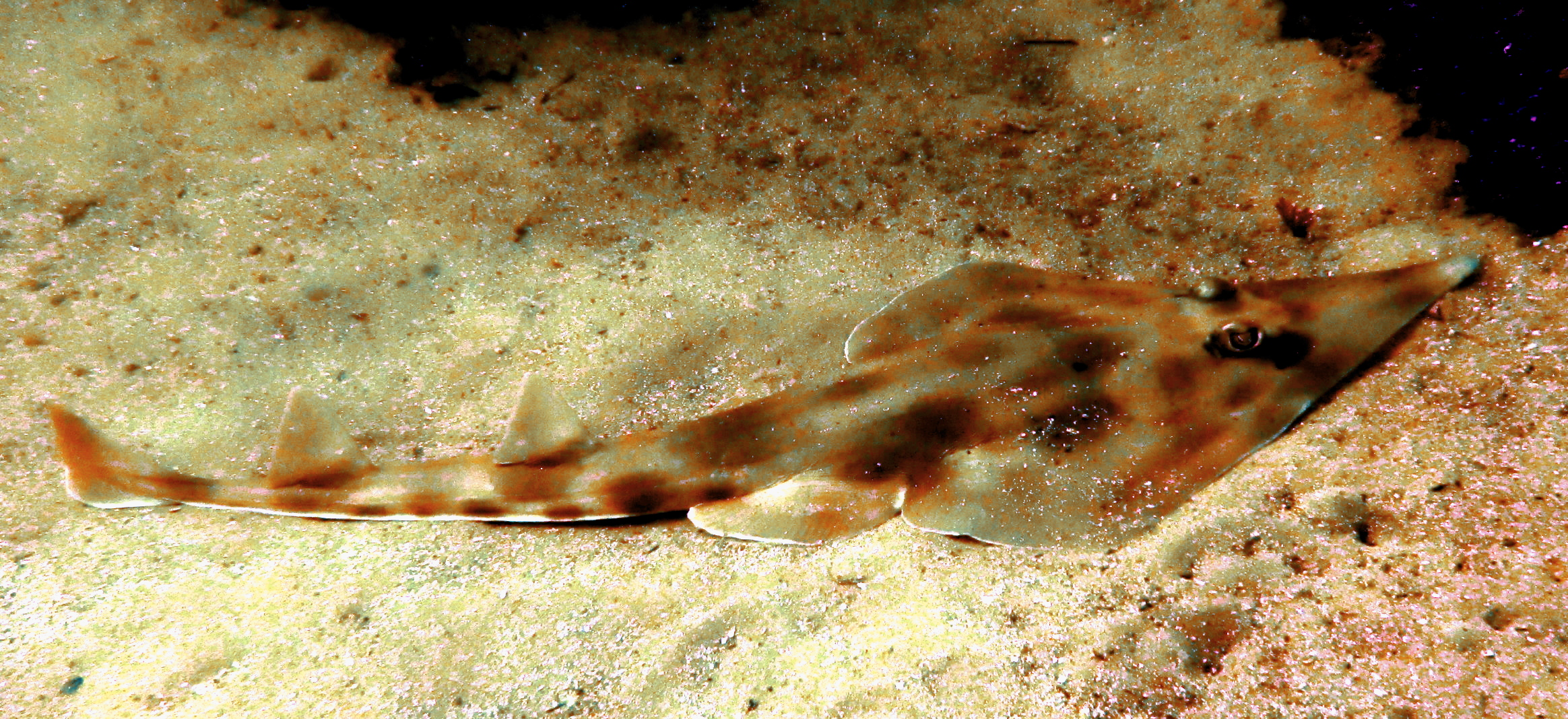
Aptychotrema rostrata
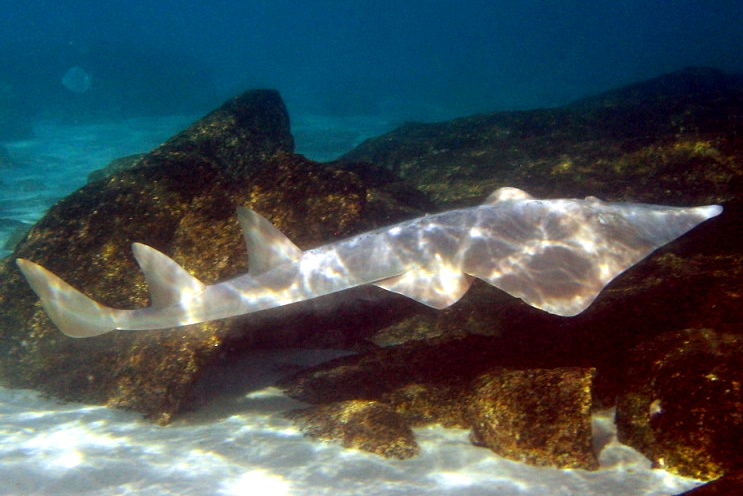
Glaucostegus typus
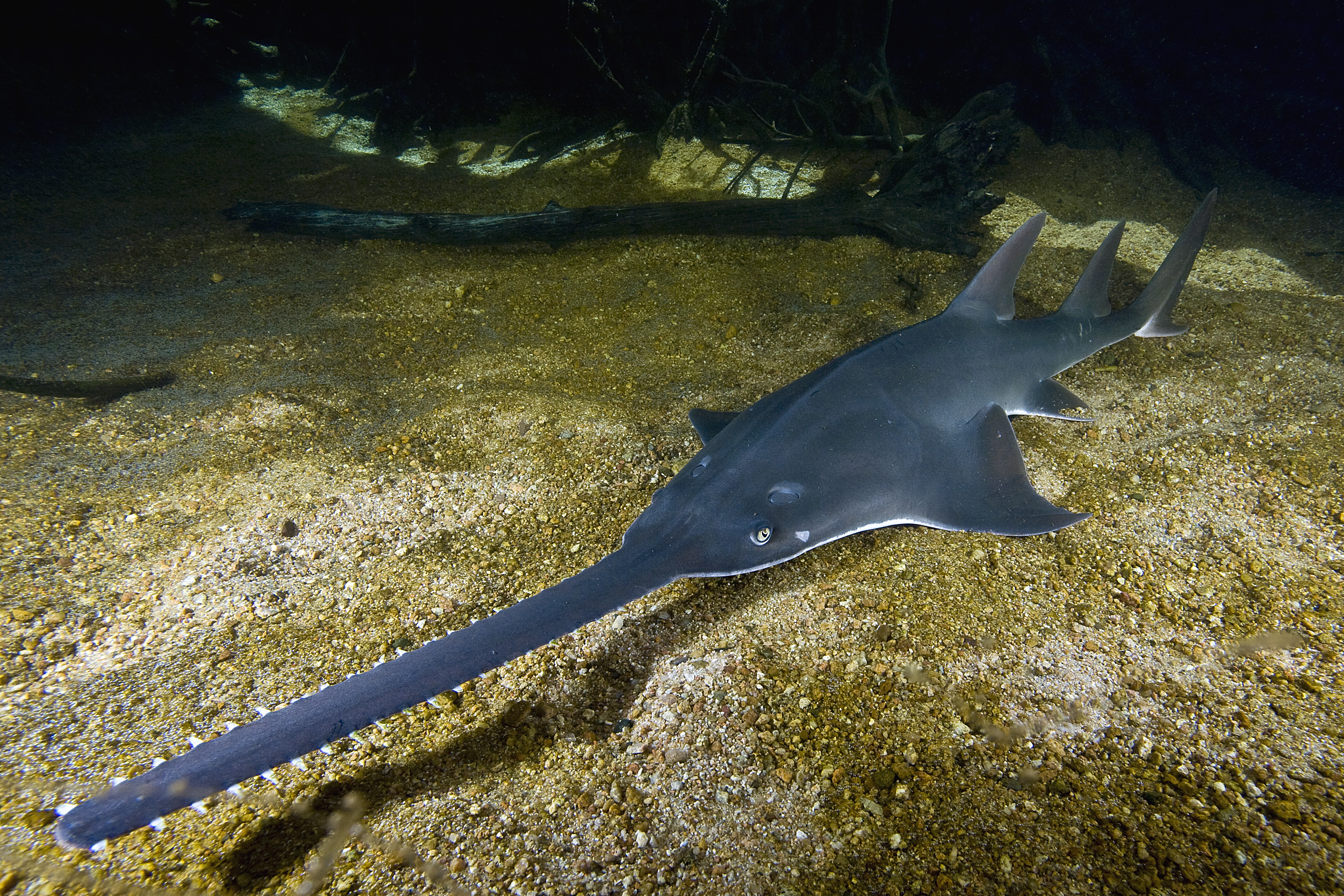
Pristis pristis
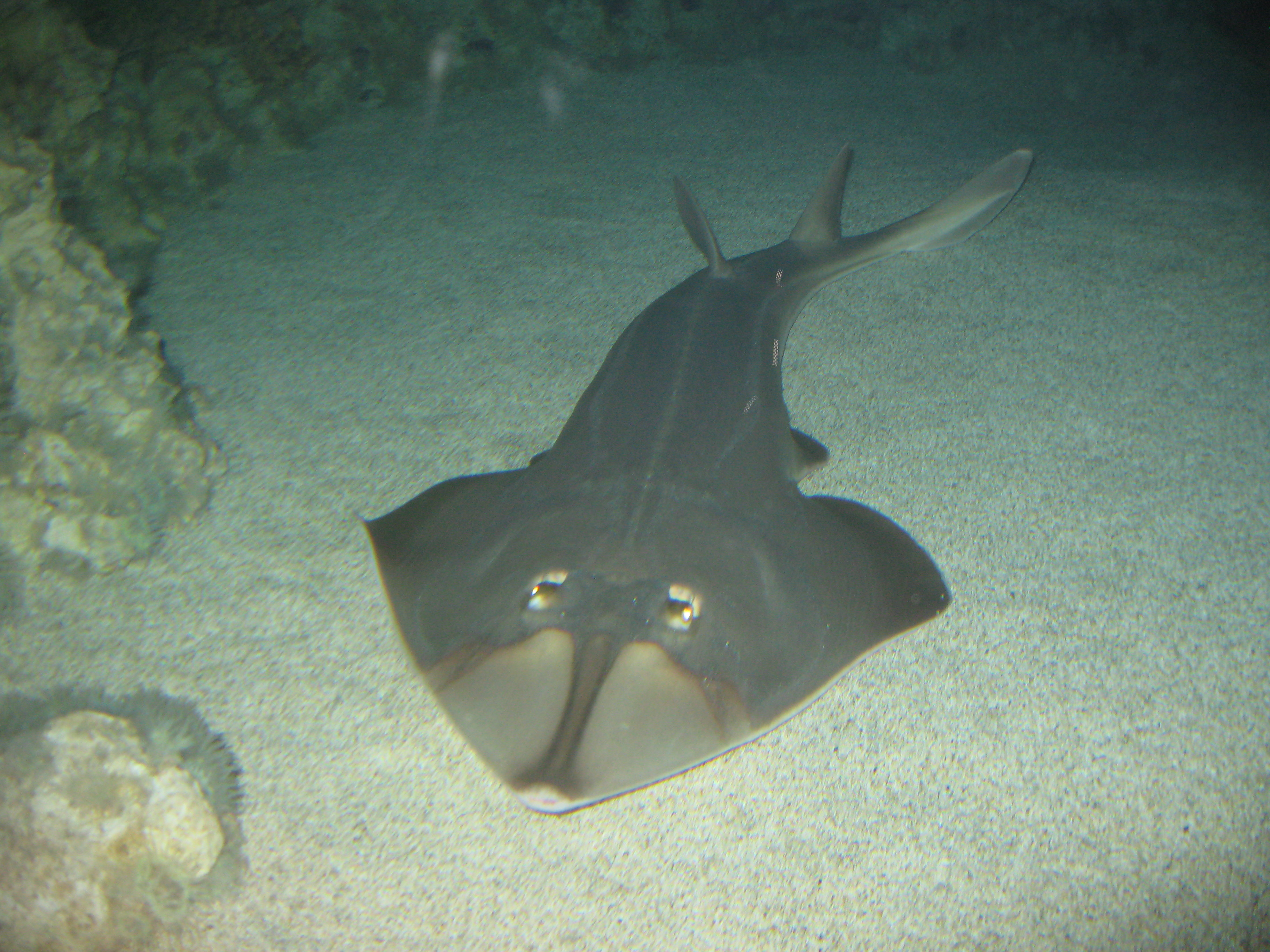
Pseudobatos productusr
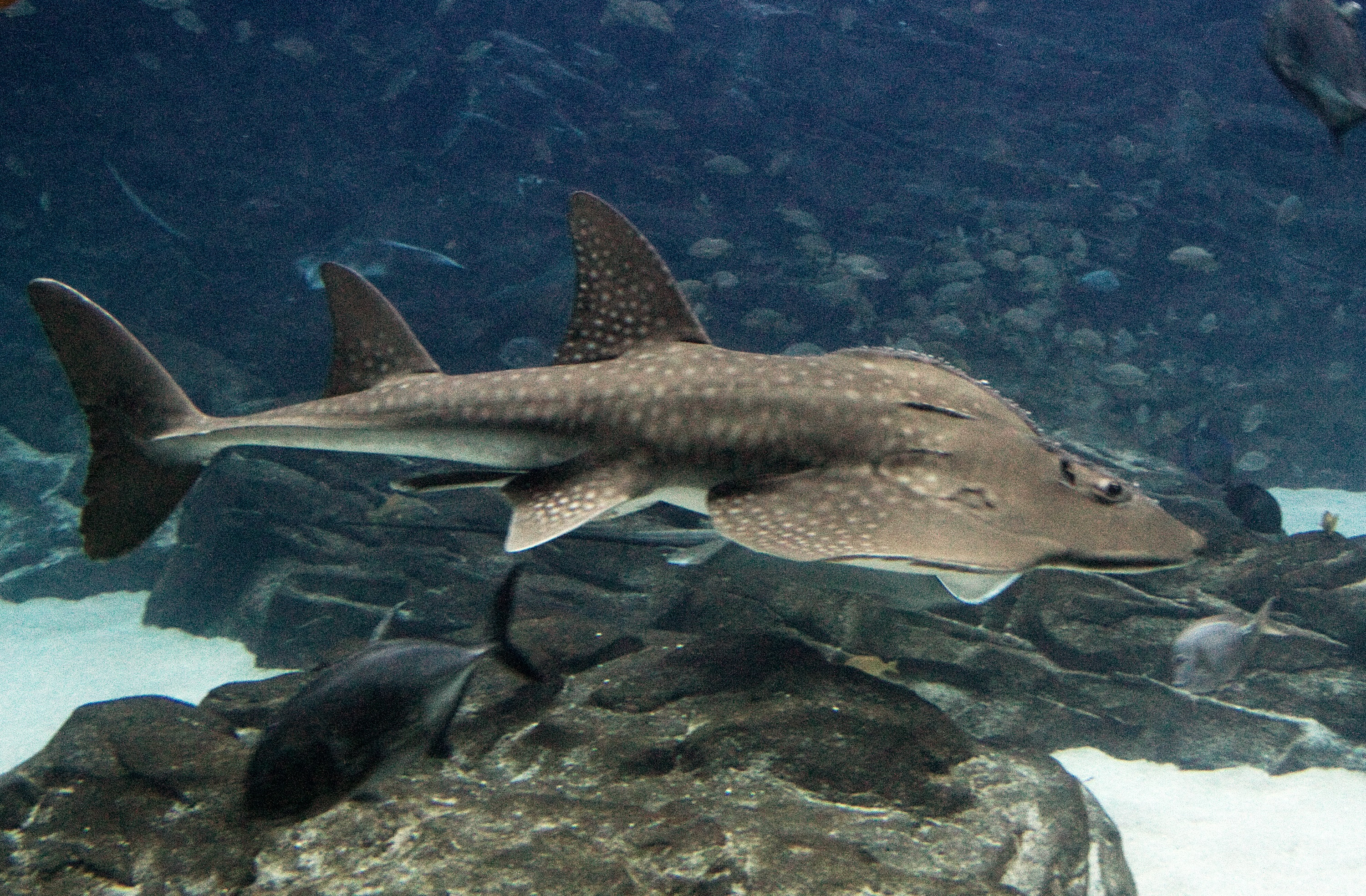
Rhina ancylostoma
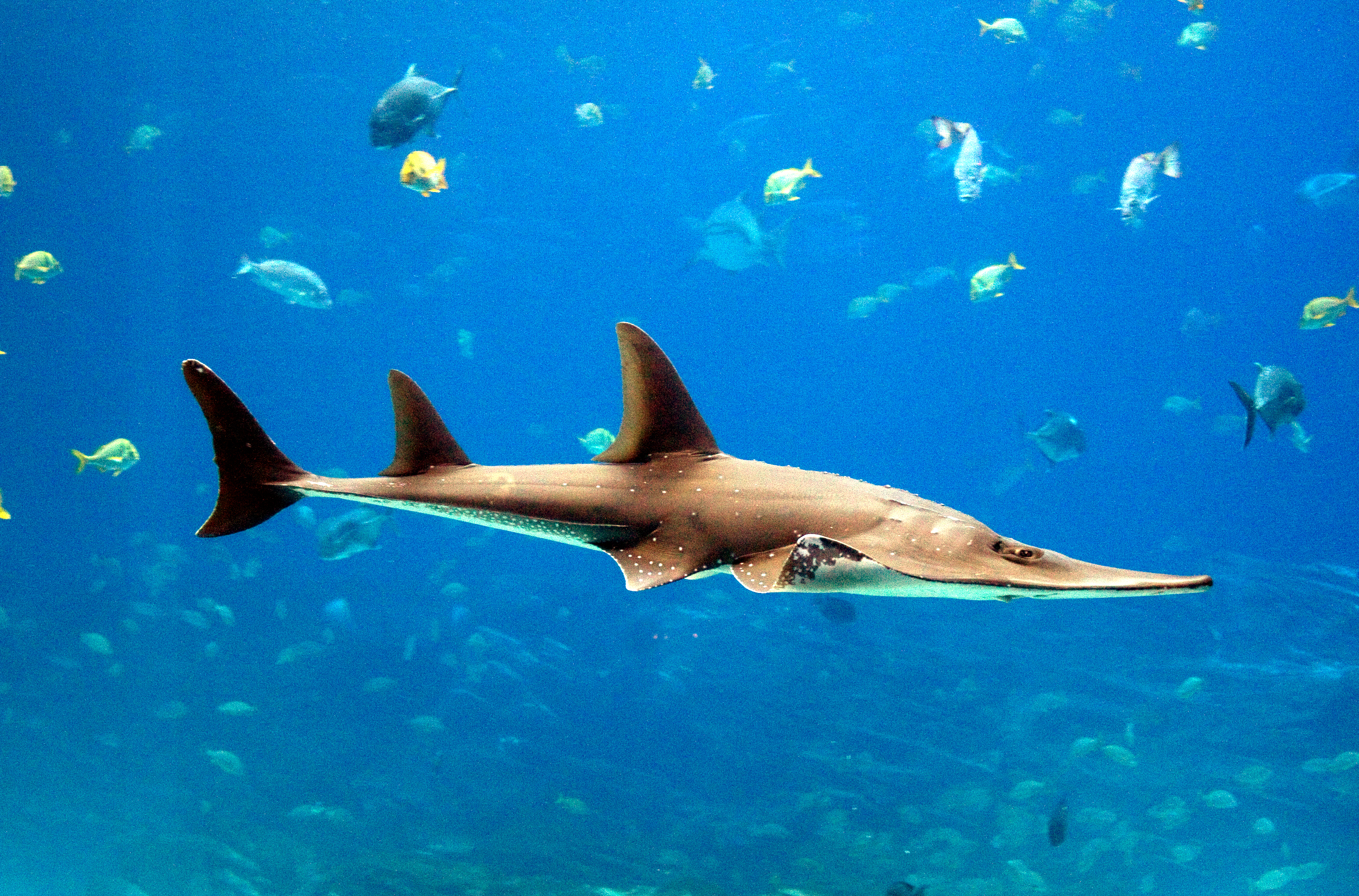
Rhynchobatus djiddensis
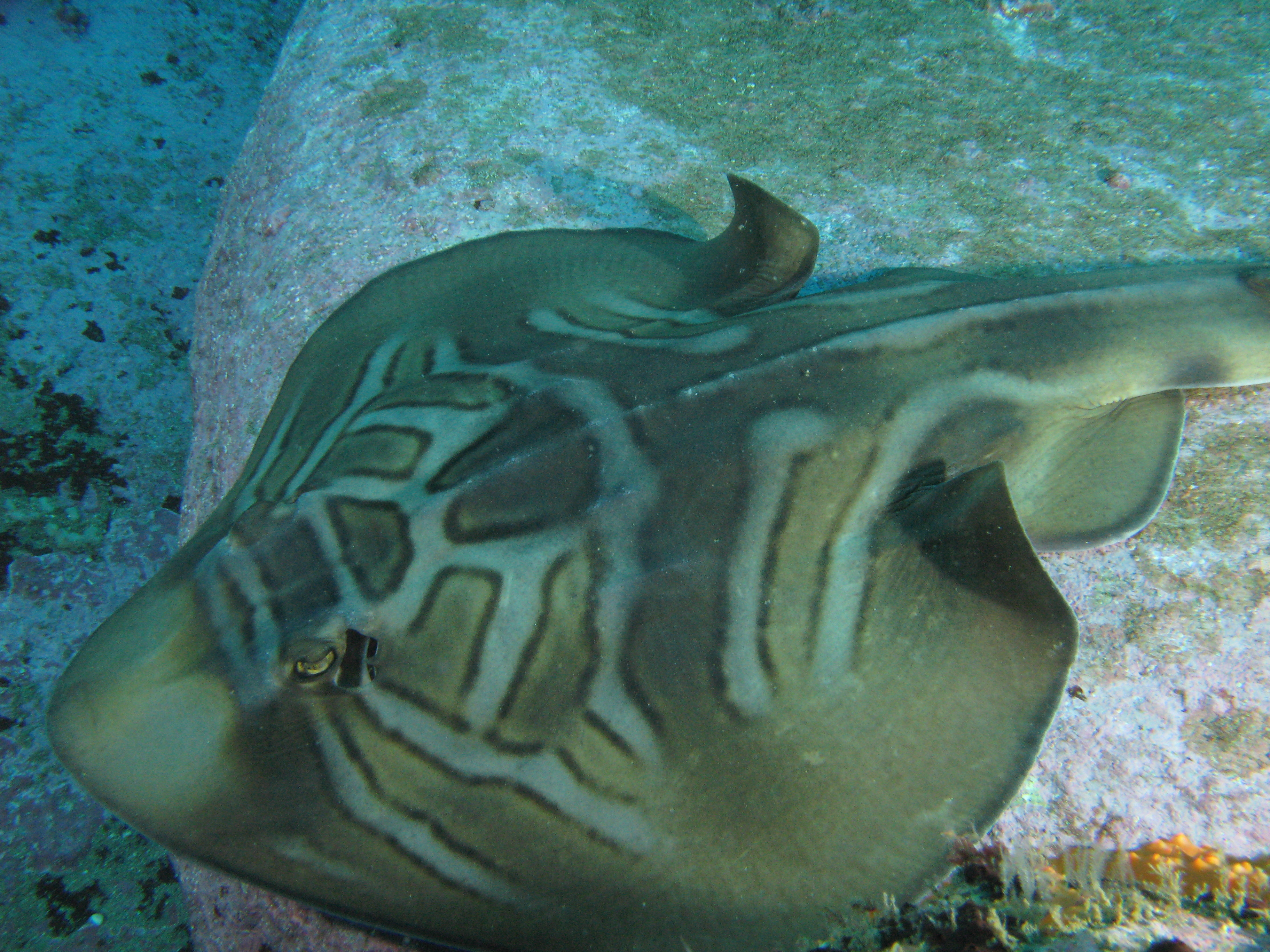
Trygonorrhina fasciata
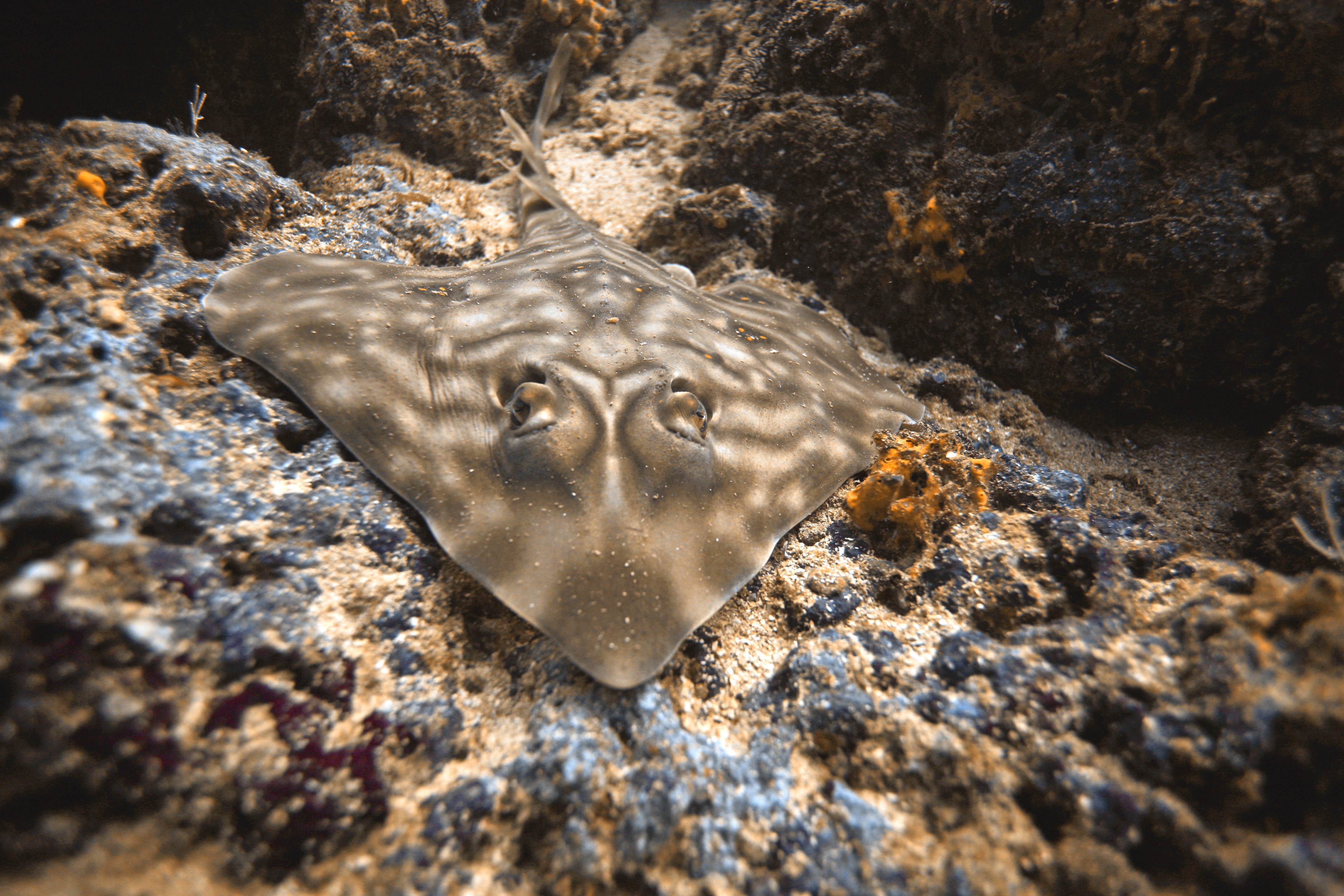
Zapteryx xyster